# Gertrud Bäumer
Gertrud Bäumer, née le 12 septembre 1873 à Hohenlimburg, commune de Hagen, et morte le 25 mars 1954 dans l’institution Bethel (de) à Gadderbaum, commune de Bielefeld (Rhénanie-du-Nord-Westphalie), est une enseignante, écrivaine, journaliste, militante féministe et femme politique allemande, députée de 1919 à 1932. Elle est une des figures les plus importantes du mouvement des femmes bourgeoises allemandes à la fin du XIXe et début du XXe siècle. Elle joue un rôle important dans la Fédération des associations de femmes allemandes (Bund Deutscher Frauenvereine, BDF), fondée en 1893 comme organisation parapluie des associations de femmes en Allemagne.
Cette spiritualité va l'accompagner tout au long de sa vie et influencer son féminisme.
Féministe de la mouvance conservatrice, elle utilise son influence au sein du BDF pour s'opposer aux féministes radicales qui demandent l'émancipation sexuelle et la légalisation de l'avortement.

## Biographie

### Jeunesse et formation
Gertrud Bäumer est issue d'une famille de pasteurs. Ses parents sont le pasteur et enseignant Emil Bäumer (1845–1883) et Carole Schede (1850-1929). Son arrière-grand père, Wilhelm Bäumer (1783–1848), était pasteur à Bodelschwingh près de Lütgendortmund. Faisant campagne pour la constitution presbytérienne, il était en lien avec le théologien et philosophe Friedrich Schleiermacher (1768–1834).
Lorsque son père meurt, Gertrud Bäumer, âgée de dix ans, ses deux frères et sœurs et sa mère vont vivre chez sa grand mère. Dans ses mémoires, Gertrud Bäumer décrit le vide dans la vie de sa mère et sa dépendance économique vis-à-vis de ses proches comme une expérience douloureuse mais instructive. Elle décide, très tôt d'avoir un métier. « Je voulais - et devais pour des raisons économiques - devenir enseignante ».
Elle fréquente la «Höhere Töchterschule» à Halle puis le séminaire d'enseignants de Magdebourg. À partir de 1894, elle enseigne dans les écoles élémentaires de Halberstadt, Kamen et Magdebourg et peut ainsi soutenir financièrement sa mère. Peu de temps après, par l'intermédiaire d'un collègue plus âgé, elle prend contact  avec l'Association générale des professeurs d'allemand (Allgemeinen Deutschen Lehrerinnenverein, ADLV) et en rencontre la présidente Helene Lange.
En 1898, elle déménage à Berlin pour passer l'examen de professeur principal, condition préalable à l'admission aux études supérieures. À cette époque, en Prusse, les femmes n'ont accès aux études supérieures qu'avec l'autorisation expresse de professeurs. L'inscription des femmes n'a été officiellement approuvée qu'en 1908. A Berlin, elle suit aussi les conférences du lycée Victoria fondé par Georgina Archer.
Contrairement aux hommes de sa famille, Gertrud Bäumer ne bénéficie d'aucune bourse et doit financer elle-même ses études, entre autres en publiant des articles pour le mouvement féministe. À l'université de Berlin, elle suit des cours de théologie, d'études germaniques, de philologie et d'économie et devient, en 1904, la première femme en Allemagne à obtenir un doctorat.

### Le mouvement des femmes
Comme beaucoup de femmes de l'époque, Gertrud Bäumer adhère par l'entremise de son travail d'enseignante au mouvement féministe, alors bourgeois, conçu initialement comme un mouvement d'éducation des femmes. À Berlin, elle devient l'assistante d'Helene Lange, considérée comme la leader incontestée du mouvement des enseignantes mais dont une maladie oculaire limite les activités. Elle travaille avec elle de 1908 jusqu'à la mort d'Helene Lange en 1930 ; elle est aussi sa compagne.
Entre 1916 et 1921, Gertrud Bäumer est la rédactrice en chef adjointe de Die Frau (La Femme) puis sa rédactrice en chef jusqu'en 1944. Elle contribue aussi à l'hebdomadaire de Friedrich Naumann Die Hilfe.

#### Bund Deutscher Frauenvereine

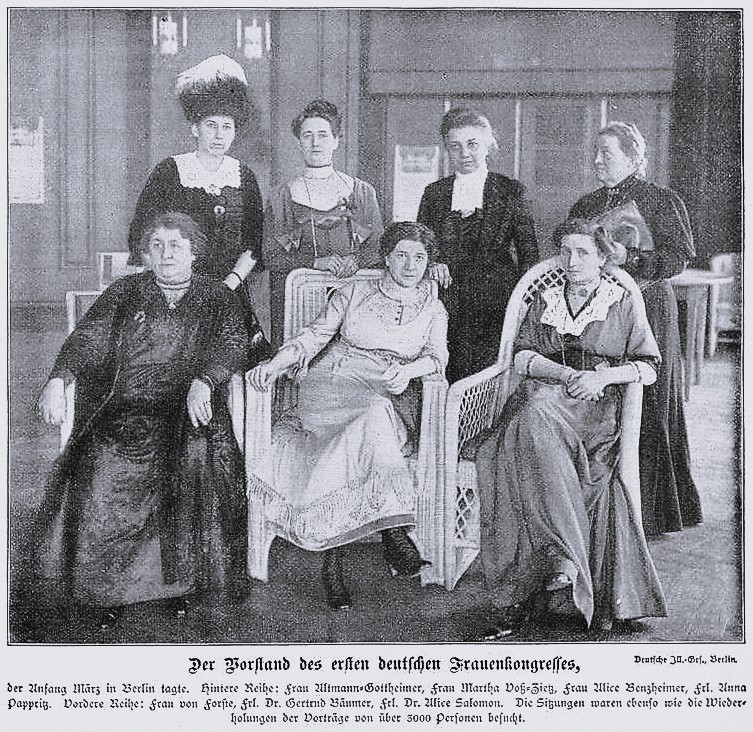
Bureau exécutif du congrès de 1912 du BDF à Berlin. Debout, depuis la gauche : Elisabeth Altmann-Gottheiner, Martha Voss-Zietz, Alice Bensheimer et Anna Pappritz. Assises, depuis la gauche : Helene von Forster, Gertrud Bäumer et Alice Salomon.

Gertrud Bäumer entre rapidement au conseil d'administration de la Fédération des associations féminines allemandes (Bund Deutscher Frauenvereine, BDF). En 1910, elle succède à Marie Stritt au poste de présidente et reste à la tête de la Fédération pendant neuf ans, jusqu'en 1919, mais son influence perdure encore durant plus de vingt ans, à travers ses articles dans le journal Die Frau,.
Sous sa présidence, le BDF évolue vers plus de conservatisme, tendance renforcée par l'arrivée d'associations de femmes à caractère religieux, comme la Ligue allemande des femmes évangéliques (Deutscher Evangelischer Frauenbund). Les organisations de femmes de la classe moyenne libérale de gauche lui reprochent d'être trop traditionaliste. En outre, le BFD a également retiré son soutien aux  féministes radicales qui militent en faveur de l'émancipation sexuelle et de la légalisation de l'avortement. Gertrud Bäumer considère l'avortement comme un crime et les contraceptifs comme immoraux. Selon elle, la légalisation de l'avortement détruiraient « l'instinct maternel » des Allemandes et contribuerait à la dégénérescence physique et morale du peuple allemand, aboutissant à des efforts pour glorifier la «vie sexuelle libre »[pas clair]. Alors que les idées de Gertrud Bäumer progressent au sein de la Fédération, le début de la Première guerre mondiale met fin aux dernières traces d'un féminisme plus radical,.

### La Première guerre mondiale
Pendant la Première Guerre mondiale, Gertrud Bäumer fonde, avec Hedwig Heyl, le Service national des femmes (Nationaler Frauendienst, NFD), sous l'égide du BDF, afin de mobiliser les femmes volontaires dans l'effort de guerre. Le NFD fournit des vivres aux familles dans le besoin, donne des conseils nutritionnels aux femmes au foyer et propose des cours de cuisine. Il aide les veuves et leurs enfants, organise des garderies pour les travailleuses des industries de guerre et aide les femmes enceintes. En outre, le NFD fournit des services éducatifs, d'emploi et juridiques aux femmes et aux adolescents.
À l'origine, ce sont les femmes de la mouvance radicale qui ont eu l'idée d'un service national des femmes, le considérant comme un moyen de démontrer que les femmes pouvaient soutenir l'effort de guerre avec autant de zèle que les hommes qui étaient au combat ; l'objectif final est de prouver l'aptitude des femmes au droit de vote. En revanche, Gertrud Bäumer - qui reconnaît que le Service n'aurait « pas été possible sans le travail préalable effectué par le mouvement des femmes allemandes » - veut que le service des femmes démontre que les femmes allemandes placent « l'intérêt de la patrie » avant tout.
Elle publie Heimatschroniek (Chronique de la patrie), une sorte de journal de dix à quinze pages pour Die Frau. Le titre paraît de septembre 1914 à juin 1919 et raconte l'activité du NFD. Il s'agit d'une adaptation de la Kriegschronik (Chronique de la guerre), que publie Friedrich Naumann dans le journal Die Hilfe sur la mobilisation des hommes sur le front.
En 1917, avec Marie Baum, elle prend en charge le développement et la gestion (jusqu'en 1920) de l'École sociale des femmes et de l'Institut pédagogique social à Hambourg ( Institution Soziale Frauenschule und Sozialpädagogisches Institut Hamburg), une des premières écoles à former des travailleuses sociales en Allemagne. L’école de Hambourg suit le modèle de la toute première école de travail social pour femmes fondée en 1908 à Berlin par la féministe et réformatrice sociale Alice Salomon (1872-1948),.

#### Le mouvement pacifiste
En avril-mai 1915, 1200 féministes pacifistes issues de douze pays participent au congrès international des femmes réuni à La Haye. Il se tient à l'initiative de l'Américaine Jane Addams et d'associations féministes et pacifistes américaines et hollandaises. Lors du congrès est créé le Comité international des femmes pour la paix permanente, afin de protester contre la Première Guerre mondiale. En effet, le congrès est une scission du mouvement féministe international, alors que la majorité des féministes de l'époque font le choix de soutenir leur gouvernement national et l'effort de guerre qui en découle, souvent en espérant que cet engagement jouera à la fin du conflit pour qu'elle obtiennent le droit de vote. Au contraire, les femmes réunies à La Haye choisissent de faire prévaloir leurs idéaux pacifistes et la coopération internationale sur leurs intérêts nationaux. Elles débattent aussi des moyens qui permettront d'empêcher les guerres futures ; selon elles, le suffrage féminin serait le moyen le plus puissant, les femmes pouvant s'impliquer pour résoudre les conflits avant qu'ils ne débouchent sur une guerre.
Anita Augspurg, Lida Gustava Heymann, Frida Perlen (de) et Elise von Schlumberger se rendent au congrès de La Haye. Elles demandent l’arrêt immédiat des hostilités et l’ouverture de négociations pour la paix. Le Bund Deutscher Frauenvereine (BDF), dirigé par Gertrud Bäumer, boycotte le congrès, désavoue la minorité radicale et pacifiste des féministes pacifistes et exclut les trois femmes  pour leur attitude « non patriotique ».
Lorsqu'elles font le tour des pays en guerre pour essayer de les rallier à la cause de la paix et d'accepter des négociations, Gertrud Bäumer les accuse d'« affaiblir l'Allemagne » en désarmant les Allemands « dans un monde rempli d'armes ». À la fin de la guerre, elle critique également le traité de Versailles, que l'Allemagne a été obligée de signer ; elle considère que le document « chevauche le sang allemand ».
En 1915, un autre congrès international des femmes est organisé, cette fois-ci par le mouvement socialiste via l'Internationale socialiste des femmes. Il se tient à Berne du 16 au 28 mars 1915, à l'initiative de l'Allemande Clara Zetkin. Gertrud Bäumer écrit : « la Conférence de Berne est une conférence corporatiste de femmes qui ne sont mandatées par personne, trahissent l’ordre et les règles des associations et des partis auxquels elles adhèrent et veulent s’occuper des problèmes de haute responsabilité... Nous avons déjà eu le triste exemple de la Conférence de La Haye ! ».
La lutte pour l'obtention du suffrage féminin en Allemagne cesse en 1918, quand les femmes allemandes obtiennent le droit de vote. À ce moment-là Gertrud Bäumer s'engage en politique.

### La politique
Politiquement, Gertrud Bäumer s'identifie au libéralisme social de Friedrich Naumann, un homme politique influent qui œuvre à la droitisation du libéralisme allemand, avec qui elle travaille étroitement et qui est un peu son mentor intellectuel. À partir de 1912, elle est responsable de la rédaction de la section culture de son magazine Die Hilfe, fondé en 1894. Après sa mort, en 1919, elle en devient temporairement la rédactrice en chef. Elle y soutient que le mouvement féministe doit soutenir les objectifs de la nation allemande, en particulier sa politique étrangère agressive et qu'il doit aussi œuvrer à minimiser les conflits sociaux et de classe,.
Lorsqu'en 1908 la loi prussienne sur les associations est modifiée de façon à rendre possible l'adhésion des femmes aux partis politiques, Gertrud Bäumer et Hélène Lange rejoignent l'Association libérale (Freisinnigen Vereinigung), dans laquelle Friedrich Naumann est également actif depuis 1903. De cette association naîtra le Parti populaire progressiste en 1910.
En 1919, elle quitte Hambourg et retourne à Berlin, démissionne du BDF pour se consacrer à la politique nationale, ce qu'elle décrit comme un geste patriotique plutôt que féministe.
Elle fonde le Parti démocrate allemand (DDP) avec Friedrich Naumann et d'autres et en est la vice-présidente de 1920 à 1930.
Les femmes allemandes participent pour la première fois à un scrutin lors des élections du 19 janvier 1919 et Gertrud Bäumer devient l'une des premières femmes élues au Parlement. Elle est députée de l'Assemblée nationale (1919-1920) puis du Reichstag (1920-1932) pour le Parti libéral démocrate. Elle ne se représente pas aux élections de 1932.
De 1920 à 1933, elle est conseillère au ministère de l'Intérieur du Reich, où elle est responsable des départements de la protection de la jeunesse et des écoles.
En 1919, elle rejoint la Ligue contre l'antisémitisme (Verein zur Abwehr des Antisemitismus) et, de 1926 à 1933, elle est déléguée du gouvernement du Reich à la Société des Nations à Genève.

### L'écriture
Gertrud Bäumer se tourne alors vers les études historiques, les voyages et l'écriture.
Dans les années 1930, elle écrit des livres dans lesquels le mysticisme chrétien est mêlé à des sujets historiques ainsi qu'à des études de personnages littéraires et, à l'automne 1933, son autobiographie politique Lebensweg durch eine Zeitwende, une « confrontation intellectuelle avec le national-socialisme ».
Au début de 1934, elle s'installe avec sa nouvelle partenaire Gertrud von Sanden (1881-1940) à Gießmannsdorf, en Silésie (aujourd'hui Gościszów).

### Le national-socialisme
En 1933, avec l'arrivée au pouvoir des nationaux-socialistes, Gertrud Bäumer est démise de ses fonctions au ministère.
Dans une lettre à son oncle Werner Schede, elle évoque le dilemme que son travail sous le régime nazi lui aurait posé : « Je suis donc licenciée avec ma pension [...]. Pour moi, c'est la solution la plus propre. Si j'étais en poste, je devrais maintenant prendre les dispositions concernant les enfants juifs dans les écoles [...]. Ce serait en fait impossible pour moi » (lettre du 28 avril 1933).
Toutes les associations de femmes reçoivent l’ordre de se dissoudre et de rejoindre le groupe de femmes nazies contrôlé par l’État. Gertrud Bäumer souhaite le maintien de la Fédération des associations de femmes (BDF), même si cela implique de se plier aux exigences des nazis, comme, entre autres, l'expulsion de ses membres juives. Le BDF rejette son avis et choisit de se dissoudre pour éviter de tomber sous la coupe des nazis.
Pendant la période de montée en puissance du national socialisme, de 1923 à 1933, Gertrud Bäumer avait publié de nombreux articles très critiques, principalement dans le magazine Die Hilfe. Elle prédisait que « la victoire politique de cette vague de sentiments [...] serait l'effondrement allemand. Plus dangereux que ces humeurs elles-mêmes, c'est le fait que même ceux qui ne les partagent pas ne voient pas toute leur dangerosité ».
En dépit de ces positions hostiles au nazisme, Gertrud Bäumer accepte des compromis avec le régime. Elle soutient certaines de ses idées, se positionne pour l'intégration du BDF au Front des femmes nazies,. Elle continue de publier le journal Die Frau, en collaboration avec Frances Magnus-von Hausen, en dépit des critiques virulentes de ses collègues militantes comme Dorothee von Velsen, Anna Pappritz et Marie Elisabeth Lüders. Au fil du temps, elle doit accepter des concessions toujours plus importantes au régime, allant jusqu'à y publier du contenu national-socialiste. Le journal commente rarement la politique. Elle dira plus tard avoir voulu offrir une alternative positive au nazisme,.

### L'après-guerre
À la fin de la Seconde Guerre mondiale, elle est considérée avec suspicion par les vainqueurs et soupçonnée de sympathies nazies. On l'empêche de reprendre la publication de Die Frau et certains de ses livres sont interdits pendant quelques années.
Au cours de l'hiver 1945, Gertrud Bäumer se réfugie à Saalfeld, puis à Bamberg, avec le petit-fils de sa partenaire, décédée entre-temps.
Elle tente de participer à la reconstruction politique de la République fédérale et en particulier à la reconstruction d'un mouvement de femmes, mais doit rapidement se rendre compte que, en particulier dans les organisations de femmes d'après-guerre, son comportement pendant la période nazie est interprété comme de l'opportunisme et sa vision de la politique féminine comme dépassée.
Elle est active dans le groupe fondateur de l'Union chrétienne sociale (Christlich-Soziale Union, CSU). Elle donne quelques conférences, en particulier sur des sujets théologiques et historiques, mais commence à souffrir d'athérosclérose, ce qui l'oblige à cesse progressivement ses activités publiques.

### Fin de vie

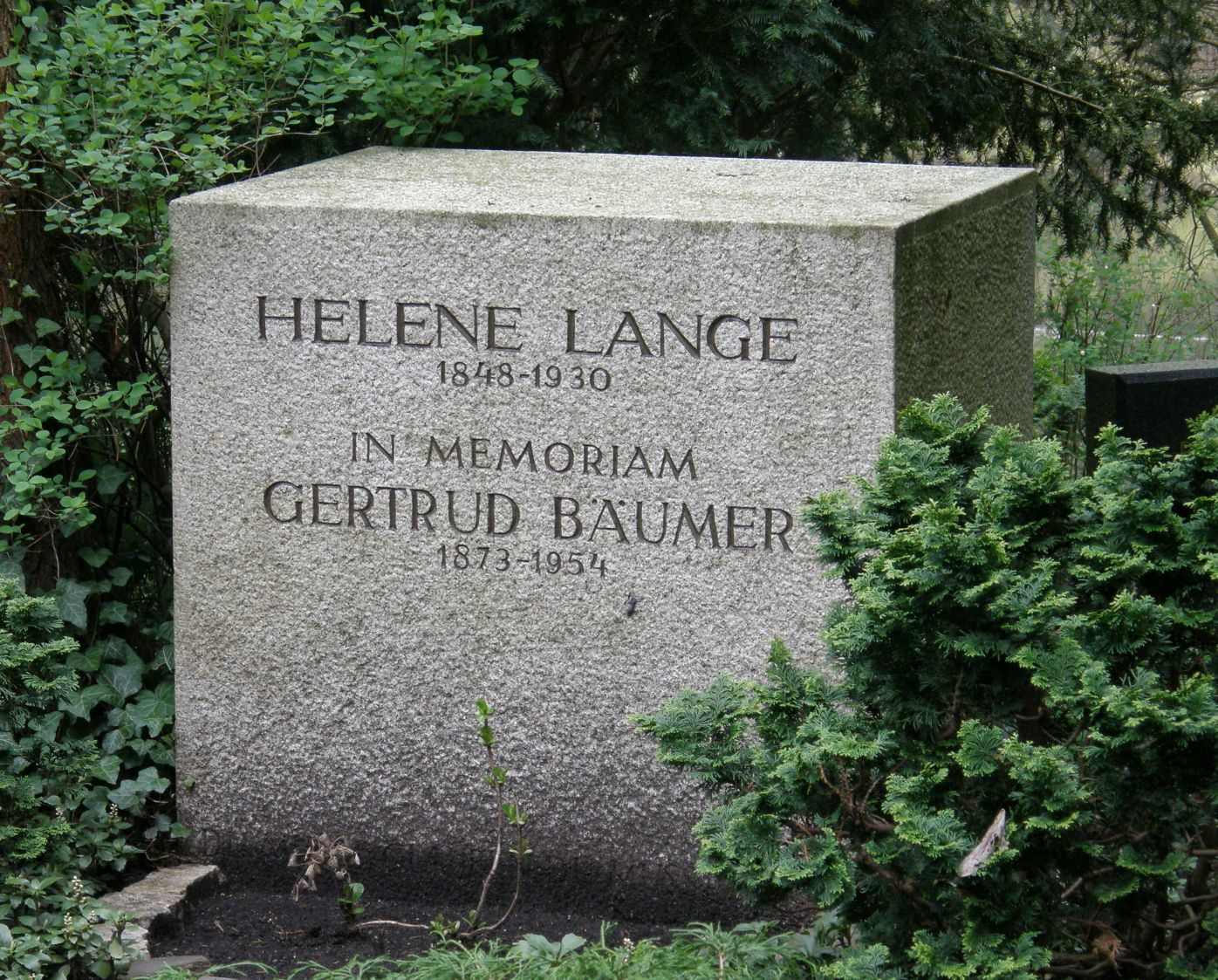
Tombe d'Helene Lange au cimetière Heerstraße à Berlin-Westend, avec l'hommage à Gertrud Baümer.

Gertrud Bäumer déménage à Bad Godesberg en 1949 avec sa sœur Else Bäumer (1875–1959). Début 1954, elle est  transférée au Bodelschwinghschen Anstalten à Béthel (Bielefeld), où elle meurt le 25 mars.
Elle est enterrée dans le cimetière local.
Sur la tombe d'Hélène Lange au cimetière Heerstrasse à Berlin-Westend, une inscription rend hommage à Gertrud Bäumer.
De nombreuses écoles en Allemagne portent son nom, ainsi que des rues, par exemple dans son lieu de naissance Hagen-Hohenlimburg, ainsi qu'à Munich, Wiesbaden, Lünen, Tübingen et à Troisdorf.
En 1974, la Deutsche Bundespost émet un timbre spécial avec le portrait de Gertrud Bäumer.

## Publications
- Handbuch der Frauenbewegung, vol. I et II (avec Helene Lange ), Berlin, Moeser, 1901
- Die hoeheren Lehranstalten und das Maedchenschulwesen im Deutschen Reich (avec Conrad Rethwisch et Rudolf Lehmann), Berlin, Asher, 1904
- Geschichte der Gymnasialkurse für Frauen zu Berlin , Berlin, Moeser,, 1906
- Frauenbewegung und Sexualethik. Beiträge zur modernen Ehekritik , Heilbronn, Salzer, 1909
- Die soziale Idee in den Weltanschauungen des 19. Jahrhunderts. Die Grundzüge der modernen Sozialphilosophie , Heilbronn, Salzer, 1910
- Der Deutsche Frauenkongreß. Sämtliche Vorträge , 1912
- Die Frau in Volkswirtschaft und Staatsleben der Gegenwart , DVA, Stuttgart/Berlin, 1914
- Die seelische Krisis , Herbig, Berlin, 1924
- Grundlagen demokratischer Politik , 1928
- Deutsche Schulpolitik , 1928
- Heimatchronik während des Weltkrieges , Berlin, Herbig, 1930
- Sinn und Formen geistiger Führung , Berlin, Herbig, 1930
- Lebensweg durch eine Zeitenwende , Tübingen, Wunderlich, 1933
- Adelheid – Mutter der Königreiche , Tübingen, Wunderlich, 1936
- Die Macht der Liebe – Der Weg des Dante Alighieri , Bruckmann, München 1941
- Der ritterliche Mensch - Die Naumburger Stifterfiguren in 16 Farbaufnahmen von Walter Hege , Berlin, F.A.Herbig Verlagsbuchhandlung Deutscher Kunstverlag, 1941
- Frau Rath Goethe – Die Weisheit der Mutter , Tübingen, Wunderlich, 1949
- Die drei göttlichen Komödien des Abendlandes. Wolframs Parsifal. Dantes Divina Commedia. Goethes Faust , Regensberg, Münster 1949
- Ricarda Huch , Tübingen, Wunderlich, 1949
- Otto I. und Adelheid , Tübingen, Wunderlich, 1951
- Das königliche Haupt. Eine Erzählung , Tübingen, Wunderlich, 1951
- Im Licht der Erinnerung , Wunderlich, Tübingen, 1953 (Autobiographie)
- Eine Woche im Mai – Sieben Tage des jungen Goethe , Tübingen, Wunderlich, 1956
- Des Lebens wie der Liebe Band. Briefe , (édité par Emmy Beckmann), Tübingen, Wunderlich, 1956
- Bildnis der Liebenden – Gestalt und Wandel der Frau , Tübingen, Wunderlich, 1958
- Eleonora Duse , Tübingen, Wunderlich, 1958
- Der Berg des Königs – Das Epos des langobardischen Volkes , Tübingen, Wunderlich, 1959